# کیارا گالیاتزو
کیارا گالیاتزو (تلفظ ایتالیایی: [ˈkja:ra ɡaˈljattso] ; متولد ۱۲ اوت ۱۹۸۶) خواننده ایتالیایی است. او در سال ۲۰۱۲ پس از برنده شدن در فصل ششم برنامه استعدادیابی ایتالیایی ایکس فاکتور به شهرت رسید. اولین تک آهنگ او با عنوان " Due respiri " در ۸ دسامبر ۲۰۱۲ منتشر شد و در صدر جدول تک آهنگ‌های ایتالیا قرار گرفت. کیارا اولین آلبوم استودیویی خود را با نام Un posto nel mondo منتشر کرد که در رتبه دوم جدول آلبوم‌های ایتالیا قرار گرفت. او سه بار در جشنواره موسیقی سانرمو در سال‌های ۲۰۱۳، ۲۰۱۵ و ۲۰۱۷ اجرا کرده‌است.
کیارا گالیاتزو در ۱۲ اوت ۱۹۸۶ در پادوآ از مارگریتا و فرانچسکو گالیاتزو به دنیا آمد. او دوران کودکی خود را در سائونارا، در استان پادوآ گذراند. پس از دبیرستان، او به میلان نقل مکان کرد، جایی که او در دانشگاه کاتولیکا دل ساکرو کوئور در رشته اقتصاد تحصیل کرد. او در آوریل ۲۰۱۲ فارغ‌التحصیل شد. او علیرغم اینکه از کودکی به موسیقی علاقه داشت، هرگز به کلاس آواز نرفت.